# Seoul Cycling Team/Saison 2014
Dieser Artikel listet Erfolge und Fahrer des Radsportteams Seoul Cycling Team in der Saison 2014 auf.

## Erfolge in der UCI Asia Tour
In den Rennen der Saison 2014 der UCI Asia Tour gelangen die nachstehenden Erfolge.
| Datum    | Rennen                     | Kat. | Sieger      |
| -------- | -------------------------- | ---- | ----------- |
| 2. April | 2. Etappe Tour of Thailand | 2.2  | Lee Ki-seok |
| 10. Juni | 4. Etappe Tour de Korea    | 2.2  | Kwon Jun-oh |

## Zugänge – Abgänge
| Zugänge        | Team 2013                   | Abgänge                  | Team 2014           |
| -------------- | --------------------------- | ------------------------ | ------------------- |
| Lee Ki-seok    | CCN Cycling Team            | Lee Won-jae              | Korail Cycling Team |
| Kwon Jun-oh    | Geumsan Ginseng Asia (2011) | Jung Hyun-suk            | Unbekannt           |
| Ham Seok-hyun  | Neoprofi                    | Kang Suk-ho              | Unbekannt           |
| Jeong Hyun-suk | Neoprofi                    | Lee Tack-mo              | Unbekannt           |
| Jung Ha-jeon   | Neoprofi                    | Cho Ho-sung (bis 01.07.) | Unbekannt           |
| Park Sang-hoon | Neoprofi                    |                          |                     |

## Mannschaft
| Name           | Geburtstag         | Nationalität |
| -------------- | ------------------ | ------------ |
| Ham Seok-hyun  | 31. Oktober 1995   | Südkorea     |
| Jeong Hyeok-mo | 10. Mai 1993       | Südkorea     |
| Jeong Hyun-suk | 16. April 1978     | Südkorea     |
| Jung Ha-jeon   | 30. April 1995     | Südkorea     |
| Jung Ha-neul   | 23. Oktober 1990   | Südkorea     |
| Kim Ok-cheol   | 16. November 1994  | Südkorea     |
| Ko Do-hyun     | 7. November 1994   | Südkorea     |
| Kwon Jun-oh    | 28. Oktober 1989   | Südkorea     |
| Lee Ki-seok    | 28. September 1988 | Südkorea     |
| Lee Seung-kwon | 22. April 1993     | Südkorea     |
| Park Kyoung-ho | 18. Juni 1993      | Südkorea     |
| Park Sang-hoon | 13. März 1993      | Südkorea     |